# Скиннер, Джефф
Джеффри Скотт (Джефф) Ски́ннер (англ. Jeffrey Scott Skinner; род. 16 мая 1992, Маркем, Онтарио) — канадский хоккеист. Амплуа — левый нападающий клуба НХЛ «Сан-Хосе Шаркс».
Был выбран командой «Каролина Харрикейнз» на драфте НХЛ 2010 года под седьмым номером. Был самым молодым игроком НХЛ в сезоне 2010/11 и самым молодым игроком, когда-либо принимавшим участие в Матче всех звёзд НХЛ, а также в любом Матче всех звёзд в четырёх основных спортивных лигах Северной Америки. Выиграл «Колдер Трофи» как лучший новичок сезона 2010/11, став первым игроком «Харрикейнз», получившим эту награду.
В сезоне 2022/23 превзошёл рекорд Рона Хейнси по количеству матчей без плей-офф (907 матчей). На 2025 год является рекордсменом НХЛ по количеству матчей регулярного сезона, сыгранных без участия в плей-офф: до своего первого матча плей-офф 21 апреля 2025 года сыграл 1078 игр.

## Ранние годы
Родился 16 мая 1992 года в семье юристов Эндрю Скиннера и Элизабет Кэмпин. У него есть четыре сестры и один брат, у каждого из которых была или продолжается деятельность связанная с хоккеем. Сёстры: три старшие Дженнифер, Андреа, Эрика и самая младшая в семье, Джиллиан. Андреа ранее была капитаном женской хоккейной команды Корнеллского университета и была назначена в совет директоров Федерации хоккея Канады в 2020 году, а затем назначена временным председателем, став первой женщиной, возглавившей организацию. Старший брат, Бенджамин был в системе «Китченер Рейнджерс», а затем играл за немецкий «Херфёрдер». В детстве Джефф занимался как хоккеем, так и фигурным катанием. В 2004 году он завоевал бронзовую медаль в юношеском дивизионе на чемпионате Канады по фигурному катанию среди юниоров. Вскоре после этого он принял решение сосредоточиться исключительно на хоккее.

## Карьера

### Юниорская
Был выбран под 20-м общим номером на драфте Хоккейной лиги Онтарио (OHL) 2008 года командой «Китченер Рейнджерс». Он дебютировал в OHL 18 сентября 2008 года и забил два гола и сделал результативную передачу в матче против «Плимут Уэйлерс» (матч закончился победой «Рейнджерс» со счётом 4-2). К 13 ноября 2008 года Скиннер был выбран для участия в составе сборной Канады в Мировом кубке вызова 2009 года, где он помог команде выиграть золотую медаль, забив победный гол. Несколько дней спустя Скиннеру была вручена награда Rangers Academic Player of the Month (игрок-студент месяца «Рейнджерс») за его академические успехи во время учёбы в Иствудском институте.
Скиннера, ставшего лидером по голам в «Рейнджерс» в своём дебютном сезоне, пригласили в сборную для участия в Кубке Глинки/Гретцки 2009 года. Он забил 6 голов, набрал 6 очков и выиграл золотую медаль. По возвращении в хоккейную лигу Онтарио, на второй сезон он был назначен помощником капитана вместе с Майком Масчоли. В течение сезона Скиннер забил 50 голов и лидировал среди всех форвардов, допущенных к драфту CHL, по результативности. Он стал первым в «Рейнджерс» за 23 года, кто достиг отметки в 50 голов. Однако, несмотря на то, что в то время он лидировал в лиге по голам, Центральное скаутское бюро НХЛ поставило Скиннера на 47-е место среди лучших североамериканских полевых игроков в промежуточных рейтингах и только на 34-е место в финальных рейтингах. Это контрастировало с рейтингами других организаций, таких как ISS и Боба Маккензи из TSN, которые поставили его намного выше.

### «Каролина Харрикейнз»
Скиннер был выбран в первом раунде, под общим седьмым номером, клубом «Каролина Харрикейнз» на драфте НХЛ 2010 года. Во время его выбора директор скаутской службы «Харрикейнз» заявил: «На драфте нет никого кто забивает голы так, как Джефф Скиннер». Во время своего первого тренировочного лагеря в НХЛ 21 сентября 2010 года он подписал трёхлетний контракт новичка с «Харрикейнз» на сумму 2,7 миллиона долларов. 7 октября Скиннер дебютировал в НХЛ в стартовом составе в матче «Европейской премьеры» НХЛ против «Миннесота Уайлд», который «Харрикейнз» выиграли со счетом 4:3 в Хельсинки, Финляндия. За 16 минут игрового времени он сделал два броска. На следующий день Скиннер набрал своё первое очко в карьере в НХЛ, отдав голевую передачу Туомо Рууту. Он также забил победный гол в серии буллитов, став третьим самым молодым игроком в истории НХЛ, забившим гол в серии буллитов.. 20 октября Скиннер забил свой первый гол в НХЛ против Джонатана Бернье из «Лос-Анджелес Кингз» в своей пятой игре сезона.
В середине своего дебютного сезона Скиннер был включён в заявку на Матча всех звёзд 2011 года в качестве замены травмированного Сидни Кросби, что сделало его первым участником драфта 2010 года, включённым заявку на Матч всех звёзд, и первым 18-летним участником Матча всех звёзд НХЛ со времён Стива Айзермана. Его выбрал одноклубник по «Харрикейнз» Эрик Стаал, капитан своей именной команды на матче звёзд. Позже он был назван Новичком месяца НХЛ в январе 2011 года. По состоянию на 2024 год Скиннер остаётся самым молодым игроком, сыгравшим в Матче всех звёзд НХЛ. На церемонии вручения наград НХЛ 22 июня 2011 года в Лас-Вегасе Скиннеру был вручён Колдер Трофи как лучшему новичку НХЛ. В голосовании за награду Джефф победил Логана Кутюра из «Сан-Хосе Шаркс» и Михаэля Грабнера из «Нью-Йорк Айлендерс». На тот момент он был самым молодым игроком НХЛ, а также первым игроком «Харрикейнз», когда-либо выигрывавшим Колдера Трофи. После успешного дебютного сезона Скиннер был включён в заявку сборной Канады для участия в чемпионате мира 2011 года, став самым молодым игроком турнира. Однако на свой второй сезон в состав «Харрикейнз» он вернулся без медали после того, как Канада заняла пятое место. Скиннер начал сезон сильно, забив 12 голов и отдав 12 результативных передач в 30 матчах, став лидером команды по результативности, однако он получил травму из-за удара Энди Саттона. Удар, который произошёл во время игры против «Эдмонтон Ойлерз» 7 декабря 2011 года, вызвал у Скиннера сотрясения мозга. В конце концов, 5 января 2012 года он вернулся в состав «Харрикейнз» после пропуска 16 матчей. Пока Скиннер восстанавливал игровую форму, после матча против «Сент-Луис Блюз» 15 марта 2012 года он был отстранён на две игры за удар ногой Скотта Николя.
В межсезонье 2012 года и в последний год его контракта новичка Скиннер и «Харрикейнз» договорились о шестилетнем продлении контракта на сумму 34,4 миллиона долларов, что позволило бы ему оставаться на контракте до сезона 2018/19. Его третий сезон в НХЛ снова был омрачён травмами, так как 14 февраля 2013 года у Скиннера диагностировали травму верхней части тела, позже признанную сотрясением мозга, после игры в Торонто.
В начале сезона 2013/14 набрал девять очков в девяти играх, став лидером команды. 4 декабря 2013 года Скиннер заработал свой первый хет-трик в карьере против «Нэшвилл Предаторз». Однако его результативная игра закончилась в сезоне 2014/15, когда он получил сотрясение мозга после удара защитника «Вашингтон Кэпиталз» Мэтта Нисканена. В том сезоне он набрал всего 31 очко и имел серию из восьми игр без очков.
11 декабря 2015 года записал на свой счёт второй хет-трик против «Анахайм Дакс» (матч закончился победой «Харрикейнз» со счётом 5-1). Три игры спустя, 15 декабря 2015 года, он сделал ещё один хет-трик, на этот раз против «Филадельфия Флайерз». Скиннер был назначен альтернативным капитаном «Харрикейнз» на сезоны 2016/17 и 2017/18.

### «Баффало Сейбрз»
2 августа 2018 года, после восьми сезонов с «Харрикейнз», был обменян в «Баффало Сейбрз» на Клиффа Пу, выбор во втором раунде драфта НХЛ 2019 года, выбор в третьем раунде драфта НХЛ 2020 года и выбор в шестом раунде того же драфта. В ноябре 2018 года Скиннер стал вторым игроком в истории «Сейбрз», забившим 20 голов до декабря, и седьмым игроком, забившим не менее 20 голов менее чем за 27 игр. 6 апреля Скиннер забил дважды в финале матче регулярного чемпионата против «Детройт Ред Уингз», увеличив общее количество забитых голов до 40, впервые в своей карьере достигнув этой отметки.
7 июня 2019 года продлил контракт с «Сейбрз» на восемь лет, на сумму 72 миллиона долларов, с зарплатой в 9 миллионов долларов в год. Он спорил с новым главным тренером Ральфом Крюгером, получая ограниченное игровое время и ограниченные возможности, забив всего 21 гол и набрав 37 очков в 102 играх в следующих 2 сезонах.
В сезоне 2021/22 улучшил свою игру под руководством нового главного тренера Тони Гранато, забив 33 гола и в четвёртый раз повторив личный рекорд по очкам, набрав 63. Он получил трёхматчевую дисквалификацию за неправомерный толчок клюшкой Джейка Генцела из «Питтсбург Пингвинз» во время стычки в матче между командами 9 декабря 2022 года.
В июне 2024 года начали появляться слухи о том, что время Скиннера в может подойти к концу. Нападающий забил 24 гола и отдал 22 результативные передачи в 74 матчах сезона 2023/2024. С приходом Линди Раффа на смену Тони Гранато на посту главного тренера возможностьпродажи Джеффа Скиннера казалась вероятной, поскольку Скиннер не соответствовал схеме нового тренера. 29 июня 2024 года «Сейбрз» объявили, что выкупят оставшуюся часть контракта Скиннера, завершив его пребывание в команде, и Джефф станет свободным агентом.

### «Эдмонтон Ойлерз»
Став свободным агентом 1 июля 2024 года, подписал однолетний контракт на 3 миллиона долларов с «Эдмонтон Ойлерз». Он забил свой первый гол 13 октября 2024 года в матче против «Калгари Флеймз» (матч закончился поражением «Ойлерз» со счётом 1-4).
В сезоне 2022/23 превзошёл рекорд Рона Хейнси по количеству матчей без плей-офф (907 матчей). В плей-офф Кубка Стэнли 2025 в первом матче серии против «Лос-Анджелес Кингз», 21 апреля Скиннер сыграл свой первый матч, после 15 сезонов и 1078 матчей проведённых в регулярном чемпионате (является рекордсменом по количеству матчей в регулярном чемпионате до своего первого матча плей-офф). В этом матче Джефф отметился одной передачей.

## Статистика
| Легенда | Легенда                    | Легенда | Легенда                   | Легенда | Легенда    |
| ------- | -------------------------- | ------- | ------------------------- | ------- | ---------- |
| И       | Количество проведённых игр | Штр     | Штрафное время            | +/−     | Плюс-минус |
| Г       | Голы                       | П       | Голевые передачи          | О       | Очки       |
| -       | Статистика неизвестна      | —       | Статистика не учитывалась |         |            |

## Достижения
Командные:
- Победитель Мемориала Ивана Глинки: 2009 (юношеская сборная Канады)
- Победитель World U-17 Hockey Challenge: 2009 (юношеская сборная Онтарио)
- Серебряный призёр Чемпионата мира: 2017 (сборная Канады)

Личные:
- Участник Матча всех звёзд НХЛ 2011
- Обладатель Колдер Трофи как лучшему новичку НХЛ сезона 2010/11

## Комментарии
1. ↑  Коннор Бедард был включён в заявку на Матч всех звёзд НХЛ 2024 года. Если бы он играл, Бедард побил бы рекорд Скиннера на 58 дней. Однако Бедард не играл в Матче всех звёзд 2024 года из-за травмы челюсти.